# Клон (алгебра)
Клоном в універсальній алгебрі є множина операцій {\displaystyle ~C} на множині {\displaystyle ~A} (множина-носій), така що:
- {\displaystyle ~C} містить всі проєкції {\displaystyle \pi _{k}^{n}:A^{n}\rightarrow A}, вони визначені як {\displaystyle \pi _{k}^{n}(x_{1},\ldots ,x_{n})=x_{k};}
- {\displaystyle ~C} є замкненою відносно операції композиції функцій.

Універсальна алгебра сигнатури {\displaystyle ~\sigma ,} тобто множина операцій на множині-носії визначена за допомогою {\displaystyle ~\sigma -}формул є клоном.
І навпаки, довільний клон може бути представленим через формули із сигнатури деякої універсальної алгебри.